# Unsichtbarkeit von Bisexualität

Pride Flag für Bisexualität entworfen von Michael Page

Als Unsichtbarkeit von Bisexualität (englisch: bisexual erasure) wird eine Tendenz bezeichnet, Bisexualität in der Geschichte, in akademischen Kreisen und in den Medien zu ignorieren, zu verleugnen oder umzudeuten. Die extremste Form von Bisexual Erasure ist die Behauptung, Bisexualität existiere nicht. Teilweise gibt es Überschneidungen mit Biphobie, obwohl hier nicht direkte Angriffe auf Bisexuelle mitinbegriffen sein müssen. Die Inklusion und Sichtbarkeit von Bisexuellen, vor allem in der LGBT-Community, nimmt jedoch stetig zu.

## Hintergründe
Aufsehen erregte der Kinsey-Report 1948 mit der Aussage, dass etwa 46 % der männlichen Bevölkerung „bis zu einem gewissen Grad bisexuell“ seien.
Der Forscher Kenji Yoshino meint, dass es drei Hauptgründe gibt, dass sowohl heterosexuelle als auch homosexuelle Menschen Bisexualität kulturell unterdrücken oder verdrängen. Der erste dieser Gründe ist die Stabilisierung ihrer sexuellen Orientierung; damit müssen Menschen ihre sexuelle Orientierung nicht selbst hinterfragen. Der zweite Grund ist der Schutz der traditionellen Auffassung von Geschlecht, welche für monosexuelle Menschen wichtig ist, aber durch Bisexualität in Frage gestellt wird. Der dritte Grund ist die Aufrechterhaltung der Monogamie; es wird gesellschaftlich meist angenommen, dass Bisexuelle intrinsisch nicht monogam sind.
Heron Greenesmith schrieb in einem Artikel, dass Bisexualität in der Gesetzgebung fast gar nicht auftaucht. Den ersten Grund sieht sie darin, dass Bisexualität als rechtlich irrelevant gesehen wird, weil angenommen wird, dass die involvierten Parteien monosexuell sind, es sei denn, sie hätten sich anders geoutet. Der zweite Grund liegt darin, dass wenn Bisexualität im Recht relevant ist, es meistens nicht beachtet wird, weil der Großteil des Rechtssystems auf einem binären Geschlechtssystem und binärer Sichtweise auf Sexualität aufbaut.

### Motivationen von Männern
Der Psychologe Richard C. Friedman, welcher sich auf den Bereich der psychischen Dynamiken der Homosexualität spezialisiert hat, schrieb in seinem Essay Verleugnung in der Entwicklung von homosexuellen Männern, dass viele schwule Männer Sexfantasien über Frauen haben und sogar mit ihnen schliefen. Andererseits hätten heterosexuelle Männer Fantasien über Männer und auch sexuelle Erfahrungen mit ihnen. Obwohl diese beiden Gruppen von Männern zumindest gedanklich oder auch real als bisexuell gelten würden, identifizieren sie sich selbst als nur homosexuell oder nur heterosexuell. Diese Verleugnung der Bisexualität kommt daher, dass die Personen die Wichtigkeit der Fantasie oder der Erfahrung herunterspielen, um ihre eigene sexuelle Identität zu wahren oder sich immer noch einer Gemeinschaft zugehörig zu fühlen.
Der Kolumnist Zachary Zane, der für Bisexual.org schreibt, führt aus, dass 20,7 % aller heterosexuellen Männer Schwulenpornos schauen und 7,5 % der befragten Männer innerhalb der letzten sechs Monate Sex mit Männern hatten. 55 % der schwulen Männer schauten heterosexuelle Pornofilme und 0,7 % von ihnen gaben an, innerhalb der letzten sechs Monate mit einer Frau geschlafen zu haben. Er spekulierte, dass einige der Männer, die sich als heterosexuell bezeichnen, eigentlich bisexuell wären. Sie würden nur ihre Orientierung wegen internalisierter Biphobie unterdrücken, um ihre heterosexuelle Identität zu wahren. Die Tatsache, dass viele schwule Männer auch heterosexuelle Pornofilme schauen, interpretierte er so, dass viele dieser Männer eigentlich bisexuell sind, aber von der Gesellschaft gezwungen werden, sich für eine von beiden Seiten zu entscheiden. Ohne diesen Druck seitens der Gesellschaft würden diese Männer wahrscheinlich ebenfalls Beziehungen zu Frauen haben, aber dadurch, dass sie sich entscheiden müssen, bleiben sie nur mit Männern zusammen.
Der Schwulenrechtsaktivist Carl Wittman schrieb, dass schwule Männer, die mit Frauen schlafen, sich nur als schwul identifizieren sollten, anstatt als bisexuell, bis die Gesellschaft ihre Homosexualität akzeptiert hat:

„Bisexualität ist gut; es ist das Vermögen beide Geschlechter lieben zu können. Der Hauptgrund, wieso so wenige Menschen sich als bisexuell bezeichnen, ist, dass es so schwer war Rechte für Homosexuelle zu erkämpfen. Damit wurden wir dazu gezwungen, uns als entweder schwul oder heterosexuell zu identifizieren. Viele schwule Männer lehnen die klassische Rollenverteilung in heterosexuellen Beziehungen ab. Es wird mehr schwule Männer geben, die heterosexuelle Beziehungen eingehen, wenn 1) dieses etwas ist, was wir tun, weil wir es wollen und nicht weil es von der Gesellschaft erwartet wird, und 2) wenn die Gleichberechtigung von Frauen dazu führt, dass sich die klassischen Verhaltensweisen in heterosexuellen Beziehungen ändern. Viele Schwule haben auch das Gefühl, dass Bisexualität zur Diskriminierung von Homosexualität führt und identifizieren sich deshalb nicht mit ihr. Deswegen werden wir uns als schwul identifizieren bis niemand mehr daraus eine große Sache macht. Danach erst können wir uns komplett fühlen und offen ausleben.“

## In der LGBT-Community
Bisexual Erasure ist auch, wenn die Meinung besteht, dass Bisexuelle nicht den gleichen Status oder die gleiche Inklusion wie Schwule oder Lesben verdienen. Es kann auch bedeuten, dass man das Thema Bisexualität herablassend behandelt. Bisexuelle wurden in der Debatte über die gleichgeschlechtliche Ehe übergangen: In der Debatte wurde nicht bedacht, wie Bisexuelle unter der gültigen Rechtsprechung leiden, da ihr Recht zu heiraten von dem Geschlecht ihres derzeitigen Partners abhängt. Des Weiteren würden sie als schwul oder lesbisch klassifiziert werden, wenn ihr Partner dasselbe Geschlecht wie sie hat, obwohl sie sich selbst als bisexuell identifizieren. Zum Beispiel wurde Robyn Ochs, eine der ersten Frauen, die in Amerika die gleichgeschlechtliche Ehe eingegangen ist, oft als Lesbe bezeichnet, obwohl sie sich selbst in Interviews als bisexuell beschrieb.
Viele Jahre lang hatten der Lambda Literary Awards keine Kategorie für Literatur von Bisexuellen, erst 2006 wurde diese Kategorie nach langem Lobbying von BiNet USA eingeführt.

## Unsichtbarkeit von Bisexualität in der Belletristik
Bisexuelle Individuen wurden weitestgehend in der Literatur übergangen. Clare Hemmings argumentierte, dass Bisexual Erasure wichtig in queerer Literatur ist, um Lesben und Schwule als Hauptcharaktere darstellen zu können. Bisexuelle werden oft in wissenschaftlichen Studien unter LGBT+ geführt, aber die Datenlage zu Bisexuellen ist geringer als zu Homosexuellen. Historisch gesehen gab es viel Forschung zu Bisexuellen in Verbindung mit der HIV/AIDS-Epidemie. Dadurch verbreitete sich auch der Mythos, dass Bisexuelle öfter HIV/AIDS überträgen.